# Google.org

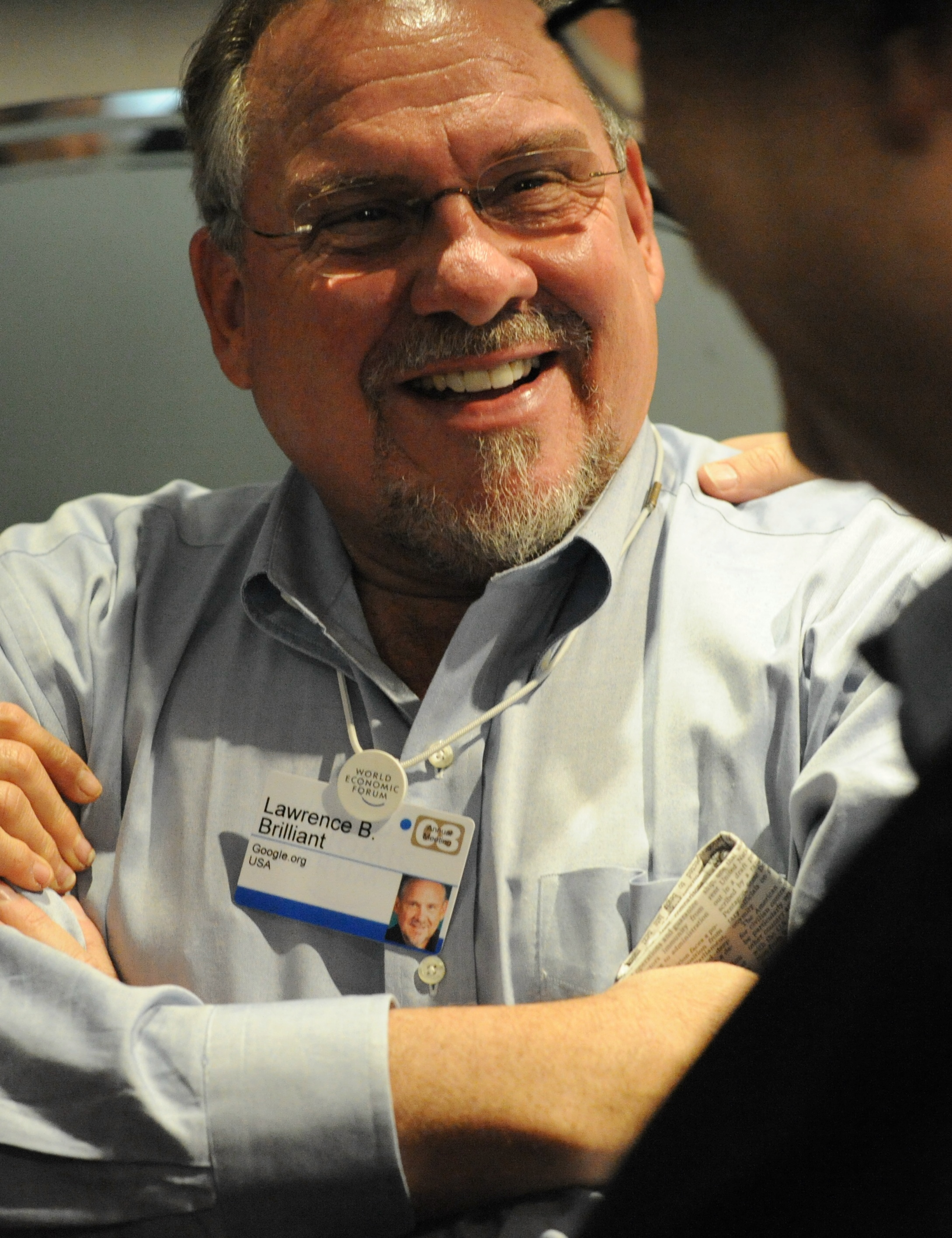
拉里·博瑞在2008年世界经济论坛

Google.org（谷歌慈善組織）創立於2005年10月，是網際網路搜尋引擎Google的慈善機構。2010年5月，透過投資形式和贊助的方式，該組織所提供的善款已經超過1億美元。為了提供金費給 Google.org ，Google在其首次公開募股時授予該慈善機構三百萬股。截至2012年3月， Google.org 的三百萬股價值約為18.4億美元。2014年，該組織在其網站上公告他們每年會贊助一億元、提供八萬小時的愛心服務和十億元的產品。
Google.org 的第一個計劃是量產插電式混合動力汽車，每一加侖可以行駛100英里（每英里1加侖）（詳情請見V2G汽車電網）。
在2007年11月， Google.org宣布RE <C（可再生能源比煤更便宜），將投資超過好幾億美元於可再生能源，例如：風能和太陽能，其中太陽熱能更是重要的投資和研究目標。RE <C的最終目標為從可再生能源中創造超過一吉瓦的功率（足以供應像舊金山大小的城市）此種方式將會比傳統的能源-煤更加省錢。
2006到2009年，Google.org的執行長是拉里·博瑞。博瑞下台後，Google新業務發展副總裁Megan Smith接下執行長一職，該組織便開始針對全球普遍會遇到的問題找出解決方式，例如:利用搜尋資料追蹤流感爆發地區的Flu Trends和提供關鍵性資訊和災難危機應變的Crisis Response應對自然災害。
在尋找最有利的方式去解決環境問題的過程中，Google給予很大的彈性空間。2010年，Google為非營利組織和學術機構提供了超過1億4500萬美元。在同一年中，Google被旧金山商业时报評為舊金山海灣地區的頂級企業慈善家，因為Google為舊金山灣慈善機構貢獻2760萬美元。慈善資金來自 Google.org 、Google基金會和公司本身。

## 創舉

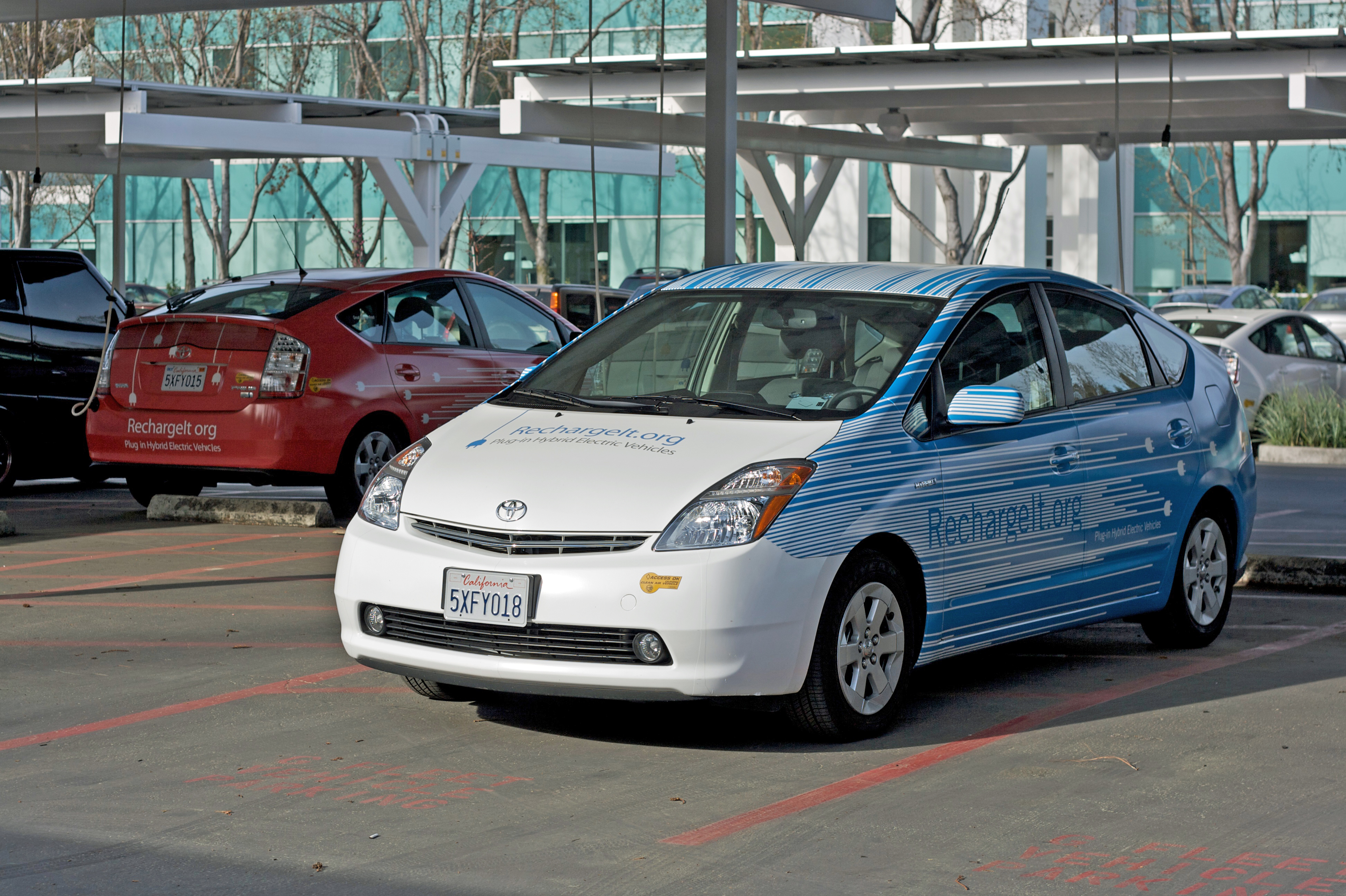
位於Google山景城總部RechargeIT插电式混合动力汽车（由丰田普锐斯改造）

從2014年6月開始，該組織有一個嶄新的企劃Made with Code。編碼功能是相當基礎的技能，但是在研發產品或計劃時，卻又十分重要，希望透過此計畫讓女性對编程更感興趣，進而為Google.org找到更多的女性程序员，以平衡現在資訊科技業皆由男性作為領導的現象。
從2012年7月開始，Google.org的主要目標如下：
- 成立谷歌災害應變資訊平台（英语：Google Crisis Response），平台提供的資訊包括：谷歌尋人工具[10]、谷歌災害示警（英语：Google Public Alerts）[11]、及谷歌防災地圖（英语：Google Crisis Maps）[12]，這些實用的工具及資訊對於救災工作有很大的幫助。
- Google 流感[13]和登革热趋势[14]，根据汇总的搜索结果显示近实时估计疾病活动。
- Google for Nonprofits 为非盈利组织提供免费或补贴访问Google服务。[15]
- Google Flu(谷歌流感趨勢)[13]和登革熱趨勢[14]的數據是透過人們得到流感時，往往會上Google查詢、了解疾病情況和用藥，根據匯總的搜索結果，來預測疾病的活動量。
- Google for Nonprofits (谷歌非營利計畫)[15]。針對非營利組織，提供免費或優惠的Google產品。

### 过去的目标
過去 Google.org的計畫如下:
- 比煤還便宜的可再生能源計畫(RE<C)：創造一個比煤炭發電便宜、輻射塵量低的可再生能源。該計畫從2007年開始，直到2011年結束[16]，雖然技術上有所進步[17]，但並沒有實現其最初宏偉的目標。
- 綠能車計畫（Recharge IT）：種子革新，技術示範，通知辯論，並刺激市場需求，促進可充電式電動汽車商業化。
- 預測和預防：識別「熱點」並且能夠快速面對新的威脅，例如傳染性疾病和氣候災害等威脅。
- 授權提供資訊來改善公共服務：在發展中國家傳遞資訊，進而使公民、社區、供應者與政策制定者有連接，改善的公共設備服務（如教育，衛生，供水和衛生設施等）。
- 刺激中小型企業成長：在發展中國家，增加小型和中小型企業的風險資本流動。[來源請求]

## 可再生能源
- 投資1.3億美元在 eSolar（英语：eSolar） 的太陽能熱力發電廠。
- 華爾街可再生能源座談會（英语：Renewable Energy Finance Forum）於2008年6月18至6月19日在 Waldorf-Astoria Hotel (華爾道夫飯店)舉行。 Google.org 中，負責氣候變化及能源計畫的總監丹·賴歇爾（Dan Reicher）主持開幕致詞[18]。
- 投資1000萬美元在馬卡尼電力公司（英语：Makani Power），研究如何讓風箏系統進入高速氣流中。
- 申請由波浪能供電的浮動數據中心的專利。[19]
- 投資艾塔洛克地熱能源公司（英语：AltaRock Energy），是美國第一家透過增強地熱能系統（英语：Enhanced Geothermal Systems）的建立來產生再生能源的公司[20]。

## 谷歌基金會
Google.org 還負責管理 Google Foundation。透過 Google 的幫助，該基金會成立較早，它和 Google 有相似的目標，根據美國國內稅收法中的501(c)(4)部分，它是一個非營利性組織。
Google 提供機會讓自己公司的員工到基金會服務，並且在2005年時，還資助基金會9千萬美元。

## Google基金会
Google.org还负责管理 Google基金会。该基金会成立较早，是一个非营利性的组织，并与Google有着类似的既定目标，根据美国国内税收法中的501(c)(4)部分。其董事会由 Google 创始人谢尔盖·布林和拉里·佩奇组成。Google.org 的高级顾问兼投资主管这两个职位，除了Brilliant为执行董事，都由格雷戈里·米勒执行。Google 贡献了一些自己的员工到基金会工作，还在晚于2005年时资助了基金会9千万美元。